# محوطه کلاته خوش
محوطه کلاته خوش مربوط به سده‌های اولیه و میانه دوران‌های تاریخی پس از اسلام است و در شهرستان اسفراین، بخش مرکزی، دهستان دامنکوه، ۱ کیلومتری جنوب غرب روستای کلاته خوش واقع شده و این اثر در تاریخ ۲۵ آبان ۱۳۸۷ با شمارهٔ ثبت ۲۳۷۵۱ به‌عنوان یکی از آثار ملی ایران به ثبت رسیده است.